# Latenca
Latenca je čas, ki preteče od uporabniške zahteve do kakršnega koli odziva sistema, od katerega odziv pričakujemo. Pri tem ni pomembno, ali sistem razume uporabniško zahtevo ali ne. V primeru, da je uporabniška zahteva nesmiselna, mora sistem o tem obvestiti uporabnika. 
Zgled iz računalništva je, ko uporabnik preko spletnega brskalnika zahteva določeno spletno stran, vendar preteče 10 sekund, preden dobi od strežnika odziv, da stran ni dosegljiva. V tem primeru je latenca 10 sekund.